# Pelé (football, 1991)
Pour les articles homonymes, voir Pelé (homonymie).
Judilson Mamadu Tuncará Gomes, plus communément appelé Pelé, né le 29 septembre 1991 à Agualva-Cacém, est un footballeur international bissaoguinéen. Il évolue au poste de milieu au FC Famalicão,  en prêt de l'AS Monaco.

## Biographie
Pelé s'engage avec l'AS Monaco le 6 juillet 2018. Peu utilisé, il quitte le club au bout d'une demi-saison pour s'engager en prêt avec option d'achat avec Nottingham Forest. Six mois plus tard, il repart en prêt à Reading. De retour en Principauté, il enchaîne avec un troisième prêt, cette fois avec option d'achat à Rio Ave, son ancien club. Il part à nouveau en prêt la saison suivante, à Famalicão.

## Statistiques
| Saison                | Club                     | Championnat           | Championnat | Championnat | Coupe nationale | Coupe nationale | Coupe de la Ligue | Coupe de la Ligue | Supercoupe | Supercoupe | Compétition(s) continentale(s) | Compétition(s) continentale(s) | Compétition(s) continentale(s) | Guinée-Bissau | Guinée-Bissau | Total | Total |
| Saison                | Club                     | Division              | M.          | B.          | M.              | B.              | M.                | B.                | M.         | B.         | Comp.                          | M.                             | B.                             | M.            | B.            | M.    | B.    |
| 2008-2009             | CF Os Belenenses         | Primeira Liga         | 3           | 0           | 0               | 0               | 1                 | 0                 | -          | -          | -                              | -                              | -                              | -             | -             | 4     | 0     |
| 2009-2010             | CF Os Belenenses         | Primeira Liga         | 13          | 0           | 2               | 0               | -                 | -                 | -          | -          | -                              | -                              | -                              | -             | -             | 15    | 0     |
| 2010-2011             | CF Os Belenenses         | Liga de Honra         | 16          | 0           | 2               | 0               | 3                 | 0                 | -          | -          | -                              | -                              | -                              | -             | -             | 21    | 0     |
| Sous-total            | Sous-total               | Sous-total            | 32          | 0           | 4               | 0               | 4                 | 0                 | 0          | 0          | -                              | 0                              | 0                              | 0             | 0             | 40    | 0     |
| 2011-2012             | AC Milan                 | Serie A               | -           | -           | -               | -               | -                 | -                 | -          | -          | C1                             | -                              | -                              | -             | -             | 0     | 0     |
| 2012-2013             | Arsenal Kiev (prêt)      | Premier-Liha          | 5           | 0           | 2               | 0               | -                 | -                 | -          | -          | -                              | -                              | -                              | -             | -             | 7     | 0     |
| 2013-2014             | SC Olhanense (prêt)      | Primeira Liga         | 14          | 0           | 1               | 0               | 1                 | 0                 | -          | -          | -                              | -                              | -                              | -             | -             | 16    | 0     |
| 2014-2015             | CF Os Belenenses (prêt)  | Primeira Liga         | 30          | 6           | 4               | 1               | 5                 | 0                 | -          | -          | -                              | -                              | -                              | -             | -             | 39    | 7     |
| Sous-total            | Sous-total               | Sous-total            | 49          | 6           | 7               | 1               | 6                 | 0                 | 0          | 0          | -                              | 0                              | 0                              | 0             | 0             | 62    | 7     |
| 2015-2016             | Paços de Ferreira (prêt) | Primeira Liga         | 29          | 4           | 2               | 0               | 2                 | 0                 | -          | -          | -                              | -                              | -                              | -             | -             | 33    | 4     |
| 2016-2017             | Benfica Lisbonne         | Primeira Liga         | -           | -           | -               | -               | -                 | -                 | -          | -          | C1                             | -                              | -                              | -             | -             | 0     | 0     |
| 2016-2017             | CD Feirense (prêt)       | Primeira Liga         | 1           | 0           | -               | -               | -                 | -                 | -          | -          | -                              | -                              | -                              | 1             | 0             | 2     | 0     |
| Sous-total            | Sous-total               | Sous-total            | 30          | 4           | 2               | 0               | 2                 | 0                 | 0          | 0          | -                              | 0                              | 0                              | 1             | 0             | 35    | 4     |
| 2017-2018             | Rio Ave FC               | Primeira Liga         | 31          | 7           | 4               | 0               | 3                 | 0                 | -          | -          | -                              | -                              | -                              | 1             | 0             | 39    | 7     |
| Sous-total            | Sous-total               | Sous-total            | 31          | 7           | 4               | 0               | 3                 | 0                 | -          | -          | -                              | -                              | -                              | 1             | 0             | 39    | 7     |
| 2018-2019             | AS Monaco                | Ligue 1               | 8           | 0           | 1               | 0               | 1                 | 0                 | 1          | 0          | C1                             | -                              | -                              | 3             | 0             | 14    | 0     |
| 2018-2019             | Nottingham Forest (prêt) | Championship          | 9           | 0           | -               | -               | -                 | -                 | -          | -          | -                              | -                              | -                              | 5             | 0             | 14    | 0     |
| 2019-2020             | Reading (prêt)           | Championship          | 31          | 1           | 2               | 0               | 1                 | 0                 | -          | -          | -                              | -                              | -                              | 4             | 0             | 38    | 1     |
| 2020-2021             | Rio Ave FC (prêt)        | Primeira Liga         | 27          | 2           | 1               | 0               | -                 | -                 | -          | -          | -                              | -                              | -                              | 5             | 1             | 33    | 3     |
| 2021-2022             | AS Monaco                | Ligue 1               | -           | -           | -               | -               | -                 | -                 | -          | -          | C3                             | -                              | -                              | 2             | 0             | 2     | 0     |
| 2022-2023             | FC Famalicão (prêt)      | Primeira Liga         | -           | -           | -               | -               | -                 | -                 | -          | -          | -                              | -                              | -                              | -             | -             | 0     | 0     |
| Sous-total            | Sous-total               | Sous-total            | 75          | 3           | 4               | 0               | 2                 | 0                 | 1          | 0          | -                              | -                              | -                              | 19            | 1             | 101   | 4     |
| Total sur la carrière | Total sur la carrière    | Total sur la carrière | 217         | 20          | 20              | 1               | 17                | 0                 | 1          | 0          | -                              | 0                              | 0                              | 21            | 1             | 276   | 22    |

### Liste des matchs internationaux
| Matchs internationaux de Pelé | Matchs internationaux de Pelé | Matchs internationaux de Pelé                                | Matchs internationaux de Pelé | Matchs internationaux de Pelé | Matchs internationaux de Pelé     | Matchs internationaux de Pelé                                     |
|                               | Date                          | Lieu                                                         | Adversaire                    | Résultat                      | Compétition                       | Notes                                                             |
| ----------------------------- | ----------------------------- | ------------------------------------------------------------ | ----------------------------- | ----------------------------- | --------------------------------- | ----------------------------------------------------------------- |
| 1.                            | 10 juin 2017                  | Estádio 24 de Setembro, Bissau, Guinée-Bissau                | Namibie                       | 1 - 0                         | Éliminatoires CAN 2019            | Titulaire.                                                        |
| 2.                            | 26 mars 2018                  | Stade Didier Pironi, Limeil-Brévannes, France                | Burkina Faso                  | 2 - 0                         | Match amical                      | Titulaire.                                                        |
| 3.                            | 8 septembre 2018              | Stade national de Maputo, Maputo, Mozambique                 | Mozambique                    | 2 - 2                         | Éliminatoires CAN 2019            | Titulaire.                                                        |
| 4.                            | 14 octobre 2018               | Estádio 24 de Setembro, Bissau, Guinée-Bissau                | Zambie                        | 2 - 1                         | Éliminatoires CAN 2019            | Titulaire.                                                        |
| 5.                            | 17 novembre 2018              | Sam Nujoma Stadium, Windhoek, Namibie                        | Namibie                       | 0 - 0                         | Éliminatoires CAN 2019            | Titulaire.                                                        |
| 6.                            | 23 mars 2019                  | Estádio 24 de Setembro, Bissau, Guinée-Bissau                | Mozambique                    | 2 - 2                         | Éliminatoires CAN 2019            | Titulaire.                                                        |
| 7.                            | 8 juin 2019                   | Estádio Municipal 25 de Abril, Penafiel, Portugal            | Angola                        | 2 - 0                         | Match amical                      | Titulaire et remplacé par Eliseu Cassamá à la 46e minute de jeu.  |
| 8.                            | 24 juin 2019                  | Stade d'Ismaïlia, Ismaïlia, Égypte                           | Cameroun                      | 2 - 0                         | CAN 2019                          | Titulaire.                                                        |
| 9.                            | 29 juin 2019                  | Stade d'Ismaïlia, Ismaïlia, Égypte                           | Bénin                         | 0 - 0                         | CAN 2019                          | Titulaire et remplacé par João Jaquité à la 69e minute de jeu.    |
| 10.                           | 2 juillet 2019                | Stade de Suez, Suez, Égypte                                  | Ghana                         | 0 - 2                         | CAN 2019                          | Titulaire.                                                        |
| 11.                           | 4 septembre 2019              | Estádio Nacional 12 de Julho, São Tomé, Sao Tomé-et-Principe | Sao Tomé-et-Principe          | 0 - 1                         | Éliminatoires Coupe du monde 2022 | Titulaire et remplacé par João Jaquité à la 69e minute de jeu.    |
| 12.                           | 10 septembre 2019             | Estádio 24 de Setembro, Bissau, Guinée-Bissau                | Sao Tomé-et-Principe          | 2 - 1                         | Éliminatoires Coupe du monde 2022 | Titulaire.                                                        |
| 13.                           | 13 novembre 2019              | Estádio 24 de Setembro, Bissau, Guinée-Bissau                | Eswatini                      | 3 - 0                         | Éliminatoires CAN 2021            | Titulaire.                                                        |
| 14.                           | 17 novembre 2019              | Stade Alphonse-Massamba-Débat, Brazzaville, Congo            | Congo                         | 3 - 0                         | Éliminatoires CAN 2021            | Titulaire.                                                        |
| 15.                           | 8 octobre 2020                | Estádio Municipal de Óbidos, Óbidos, Portugal                | Mozambique                    | 1 - 0                         | Match amical                      | Titulaire.                                                        |
| 16.                           | 11 novembre 2020              | Stade Lat-Dior, Thiès, Sénégal                               | Sénégal                       | 2 - 0                         | Éliminatoires CAN 2021            | Titulaire et remplacé par Jorginho à la 74e minute de jeu.        |
| 17.                           | 15 novembre 2020              | Estádio 24 de Setembro, Bissau, Guinée-Bissau                | Sénégal                       | 0 - 1                         | Éliminatoires CAN 2021            | Titulaire.                                                        |
| 18.                           | 26 mars 2021                  | Mavuso Sports Centre, Manzini, Eswatini                      | Eswatini                      | 1 - 3                         | Éliminatoires CAN 2021            | Titulaire et remplacé par Leonel Alves à la 75e minute de jeu.    |
| 19.                           | 30 mars 2021                  | Estádio 24 de Setembro, Bissau, Guinée-Bissau                | Congo                         | 3 - 0                         | Éliminatoires CAN 2021            | Titulaire et remplacé par João Jaquité à la 68e minute de jeu.    |
| 20.                           | 12 novembre 2021              | Stade Général Lansana Conté, Conakry, Guinée                 | Guinée                        | 0 - 0                         | Éliminatoires Coupe du monde 2022 | Entré en jeu à la place d'Alfa Semedo à la 90e minute de jeu.     |
| 21.                           | 11 janvier 2022               | Stade Roumdé Adjia, Garoua, Cameroun                         | Soudan                        | 0 - 0                         | CAN 2021                          | Titulaire et remplacé par Panutche Camará à la 85e minute de jeu. |

#### But international
| But international de Pelé | But international de Pelé | But international de Pelé               | But international de Pelé | But international de Pelé | But international de Pelé | But international de Pelé |
|                           | Date                      | Lieu                                    | Adversaire                | Score                     | Résultat                  | Compétition               |
| ------------------------- | ------------------------- | --------------------------------------- | ------------------------- | ------------------------- | ------------------------- | ------------------------- |
| 1.                        | 26 mars 2021              | Mavuso Sports Centre, Manzini, Eswatini | Eswatini                  | 1 - 3                     | 1 - 3                     | Éliminatoires CAN 2021    |

## Palmarès

### En club
- Finaliste du Trophée des Champions en 2018

### En sélection
- Finaliste de la Coupe du monde des moins de 20 ans en 2011 avec le Portugal